# Kian Ghadessy
Kian Ghadessy (* 30. November 2005 in Singapur), mit vollständigen Namen Kian Jared Ghadessy, ist ein singapurischer Fußballspieler.

## Karriere
Kian Ghadessy erlernte das Fußballspielen in der Sporting Lisbon Singapore Academy. 2022 wechselte er in die Juniorenmannschaft des Erstligisten Tanjong Pagar United. Nach einem Jahr ging er zu den Junioren des ebenfalls in der ersten Liga spielenden Balestier Khalsa. Sein Erstligadebüt gab der Juniorenspieler am 5. April 2023 (7. Spieltag) im Heimspiel gegen Albirex Niigata (Singapur). Bei der 1:6-Heimniederlage wurde er in der 83. Minute für den Japaner Masahiro Sugita eingewechselt. 2023 bestritt er acht Erstligaspiele.